# Пресерє (Нова Гориця)
Пресерє (словен. Preserje) — поселення в общині Нова Гориця, Регіон Горишка, Словенія. Висота над рівнем моря: 154,3 м. Розташоване в долині річки Віпава.